# Purwiszki (zaścianki w gminie Suderwa)
Purwiszki (lit. Geležių Purviškės) – dawna wieś na Litwie, w okręgu wileńskim, w rejonie wileńskim, w gminie Suderwa.
Współcześnie część wsi Dąbrowciszki.

## Historia
Pod zaborami i w II Rzeczypospolitej cztery zaścianki. W XIX i w początkach XX w. położone były w Rosji, w guberni wileńskiej, w powiecie wileńskim. Po I wojnie światowej pod administracją polską, w Zarządzie Cywilnym Ziem Wschodnich. W latach 1920–1922 w składzie Litwy Środkowej.
Od 11 kwietnia 1922 leżały w Polsce, w województwie wileńskim, w powiecie wileńsko-trockim, w gminie Mejszagoła. W 1931 miejscowość liczyła:
- Purwiszki I – 14 mieszkańców, zamieszkałych w 2 budynkach,
- Purwiszki II – 9 mieszkańców, zamieszkałych w 1 budynku,
- Purwiszki III – 18 mieszkańców, zamieszkałych w 3 budynkach,
- Purwiszki IV – 14 mieszkańców, zamieszkałych w 3 budynkach[3].

Po II wojnie światowej w granicach Związku Sowieckiego. Od 1991 na niepodległej Litwie.